# Parc de Mizumoto

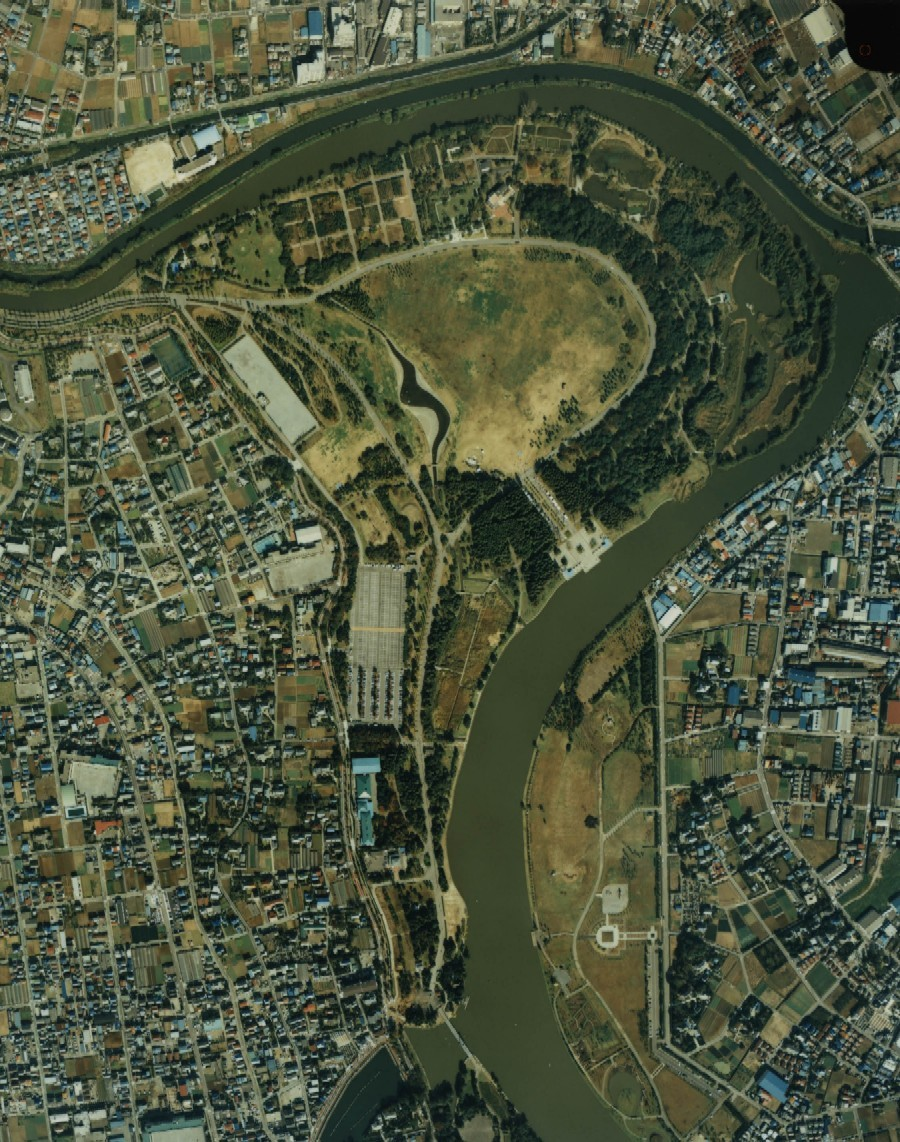
Vue aérienne du parc de Mizumoto en 1989.

Le parc de Mizumoto (水元公園, Mizumoto Kōen) ouvert au public le 1er avril 1965 se trouve dans l'arrondissement de Katsushika à Tokyo au Japon. Avec une superficie de 921 539,98 m2, le parc est considéré comme le plus grand parcs avec étendue d'eau parmi les 23 arrondissements spéciaux de Tokyo. Le parc est connu pour les diverses sortes de plantes et d'oiseaux sauvages, et comme un lieu d'attraction lors de la saison du hanami.